# Riarrangiamento di Neber
Il riarrangiamento di Neber o reazione di Neber è una reazione organica nella quale una chetossima viene convertita in un alfa-amminochetone per mezzo di una reazione di riarrangiamento.
Prende il nome dal chimico tedesco Peter Neber (1883-1960), che la scoprì nel 1926 mentre svolgeva ricerche sul  riarrangiamento di Beckmann. 

## Meccanismo della reazione
L'ossima viene fatta reagire con tosil cloruro convertendola in O-solfonato. Viene utilizzata una base, ad esempio piridina, per la deprotonazione del gruppo idrossile. L'ossima tosilata risultante viene fatta reagire con una base forte (come metossido di sodio o etossido di sodio) per deprotonare il carbonio in alfa all'ossima con formazione di un carbanione. Il gruppo tosile viene eliminato e il carbanione ciclizza formando un intermedio azirinico il quale si idrolizza a dare l'alfa-amminochetone.
Non si può escludere che il meccanismo di reazione preveda la formazione di un intermedio nitrenico.